# J. B. Lenoir
J. B. Lenoir (* 5. März 1929 in Monticello, Mississippi; † 29. April 1967 in Urbana, Illinois) war ein US-amerikanischer Blues-Sänger und -Gitarrist. Zu seinen bekanntesten Hits gehören Mama Talk to Your Daughter und der Eisenhower Blues.

## Leben
Zu Lenoirs Vorbildern zählten Blind Lemon Jefferson, Lightnin’ Hopkins und Arthur Crudup. Nach einiger Zeit in New Orleans, wo er mit Sonny Boy Williamson II. und Elmore James in einem Lokal spielte, zog es „J. B.“ (so sein amtlicher Vorname) Ende der 1940er Jahre nach Chicago. Dort wurde er von Big Bill Broonzy in die Bluescommunity eingeführt. 1951 nahm er seine erste Single auf, den Korea Blues; 1951/52 entstanden Aufnahmen für das Label J.O.B. 1954 erschien Mama Talk to Your Daughter, ein Blues-Standard. Der ebenfalls in diesem Jahr aufgenommene Eisenhower Blues löste einen solchen Sturm der Entrüstung aus, dass er aus dem Verkauf genommen wurde und als Tax Paying Blues wieder aufgelegt wurde. In den 1950er-Jahren war Lenoir für seine ungewöhnlichen Auftritte bekannt, besonders durch seinen Tigerfellfrack und seine hohe Stimme.
Über die Jahre wechselte Lenoir mehrfach die Plattenfirma. 1965 und 1966 nahm er zwei akustische Alben für den deutschen Promoter Horst Lippmann auf, Alabama Blues und Down in Mississippi, beide unter der Regie von Willie Dixon. Beide Songs thematisieren die Situation der Schwarzen im Süden der USA, die auch in den 1960er Jahren noch von Diskriminierung und organisierten Übergriffen des Ku-Klux-Klans geprägt war.

„I never will go back to Alabama, that is not the place for me.
I never will go back to Alabama, that is not the place for me.
You know they killed my sister and my brother,
And the whole world let them peoples go down there free.“

Gegen Ende seines Lebens wurden seine Texte immer politischer, so wendete er sich gegen den Rassismus (Alabama March, Shot on James Meredith), aber auch gegen den Vietnamkrieg (Vietnam Blues).
J. B. Lenoir starb 1967 völlig unerwartet, möglicherweise an den Folgen eines Autounfalls, in den er einige Wochen zuvor verwickelt gewesen war, und an Behandlungsversäumnissen in dem Krankenhaus, das er aufsuchte. Er war erst 38 Jahre alt. Er liegt auf dem Salem Church Cemetery in Monticello, Mississippi begraben.

## Nachwelt
Der britische Bluesmusiker John Mayall beklagte Lenoirs Tod in den Songs The Death of J. B. Lenoir (1967) und I’m Gonna Fight for You, J.B. (1969).
Der Dokumentarfilm Soul of a Man von Wim Wenders (zweiter Teil der Dokumentarfilmreihe The Blues von Martin Scorsese) ist J. B. Lenoir gewidmet. Nebst ihm werden noch zwei weitere Blues-Musiker porträtiert (Skip James und Blind Willie Johnson).
2011 wurde er in die Blues Hall of Fame der Blues Foundation aufgenommen. Alabama Blues wurde in die Wireliste The Wire’s „100 Records That Set the World on Fire (While No One Was Listening)“ aufgenommen.

## Diskographie (Auswahl)

### Singles
- I’m in Korea / Eisenhower Blues, Parrot 802 (1954)
- Mamma Talk to Your Daughter / Man Watch Your Woman, Parrot 809 (1954)
- Fine Girls / I Lost My Baby, Parrot 821 (1955)
- What About Your Daughter / 5 Years, Checker 874 (1957)
- Daddy Talk to Your Son / She Don’t Know, Checker 901 (1958)
- Do What I Say / Oh Baby, Vee-Jay Records VJ 352 (1960)
- I Sing Um the Way I Feel / I Feel So Good, USA Records 744 (1963)

### Alben
- Alabama Blues (1966), CBS
- Natural Man (1970), Chess
- Crusade (1970)
- J. B. Lenoir (1970), Polydor/Crusade Records
- Chess Blues Masters (1976)
- Down in Mississippi (1980)
- Mojo Boogie (1980)
- Chess Masters (1984)
- Parrot Sessions, 1954–55: Vintage Chicago Blues (1989)
- His JOB Recordings 1951–1954 (1991)
- Lenoir (1991)
- J.B. Lenoir 1951–1958 (1992)
- Vietnam Blues: The Complete L&R Recordings (1995), Evidence
- One of These Mornings (2003)
- Live in ’63 (2003)
- Martin Scorsese Presents the Blues – J.B. Lenoir (2003), MCA Records, Chess
- Alabama Blues: Rare and Intimate Recordings from the Tragically Short Career of the Great Chicago Blues Man (2004), Complete Blues
- If You Love Me (2004)
- J.B. Lenoir (2004)
- Mojo: The Job/USA/Vee Jay Recordings (2004)
- The Chronological J. B. Lenoir 1955–1956 (2007), Classics Records
- I Don’t Know (2010)[4]